# Louise Boulanger
 (août 2022).
Si vous disposez d'ouvrages ou d'articles de référence ou si vous connaissez des sites web de qualité traitant du thème abordé ici, merci de compléter l'article en donnant les références utiles à sa vérifiabilité et en les liant à la section « Notes et références ».
 (août 2022).
Pour les articles homonymes, voir Boulanger (homonymie).
Louise Boulanger, née Marie Louise Melenotte le 15 avril 1878 à Paris, où elle est décédée le 6 décembre 1950, est une grande couturière et créatrice de la maison de couture Louise Boulanger.

## Biographie

### Débuts
Dès l'âge de 13 ans Louise fait ses débuts en tant qu'apprentie dans une maison de couture. Tout d'abord  "petite-main" chez la couturière Louise Chéruit, Louise et une autre couturière Mme Wormser deviennent associées au couple Chéruit en 1909 puis copropriétaires de la maison Chéruit lors du retrait de sa fondatrice en 1914. Les noms Boulanger et Wormser sont apposés sous le nom de la maison jusqu'en 1923, date à laquelle l'association de couturière est dissoute. 

### Maison Louise Boulanger
Louise fonde son propre salon en 1927. Lors de l'ouverture de la vente aux enchère d'une partie de sa collection d'art le 30 juin 2020, elle est décrite par Matthieu Semont comme faisant partie « de cette génération de créateurs qui ont véritablement changé la silhouette de la femme au début du XXe siècle ». En effet, alors que les robes lourdement brodées et ornementées tombaient en désuétude, Louise Boulanger se fait reconnaitre grâce à son utilisation de chiffons peints, taffetas et crêpes imprimées. 
Dans les années 1925 elle lance également la « pouf », tenue de soirée ajustée au torse puis drapée et nivelée sur le bas des hanches.  
Ses créations ont du succès auprès de la jeunesse et des avant-gardistes, comme l'actrice Marlene Dietrich décrite, par la journaliste du magazine Vogue Bettina Balard[réf. nécessaire], portant une tunique de velours vert Louise Boulanger ornée d'une riche fourrure sable.

### Retrait
Après une brève fermeture en 1933, année durant laquelle Louise Boulanger travaille pour la maison Callot Sœurs, la maison Louise Boulanger ferme définitivement en 1939 sans revente du nom. 

## Galerie

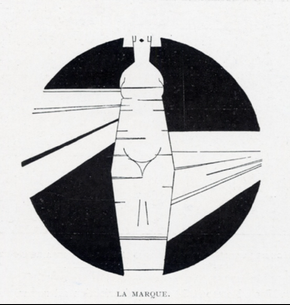
Logo de la maison LouiseBoulanger
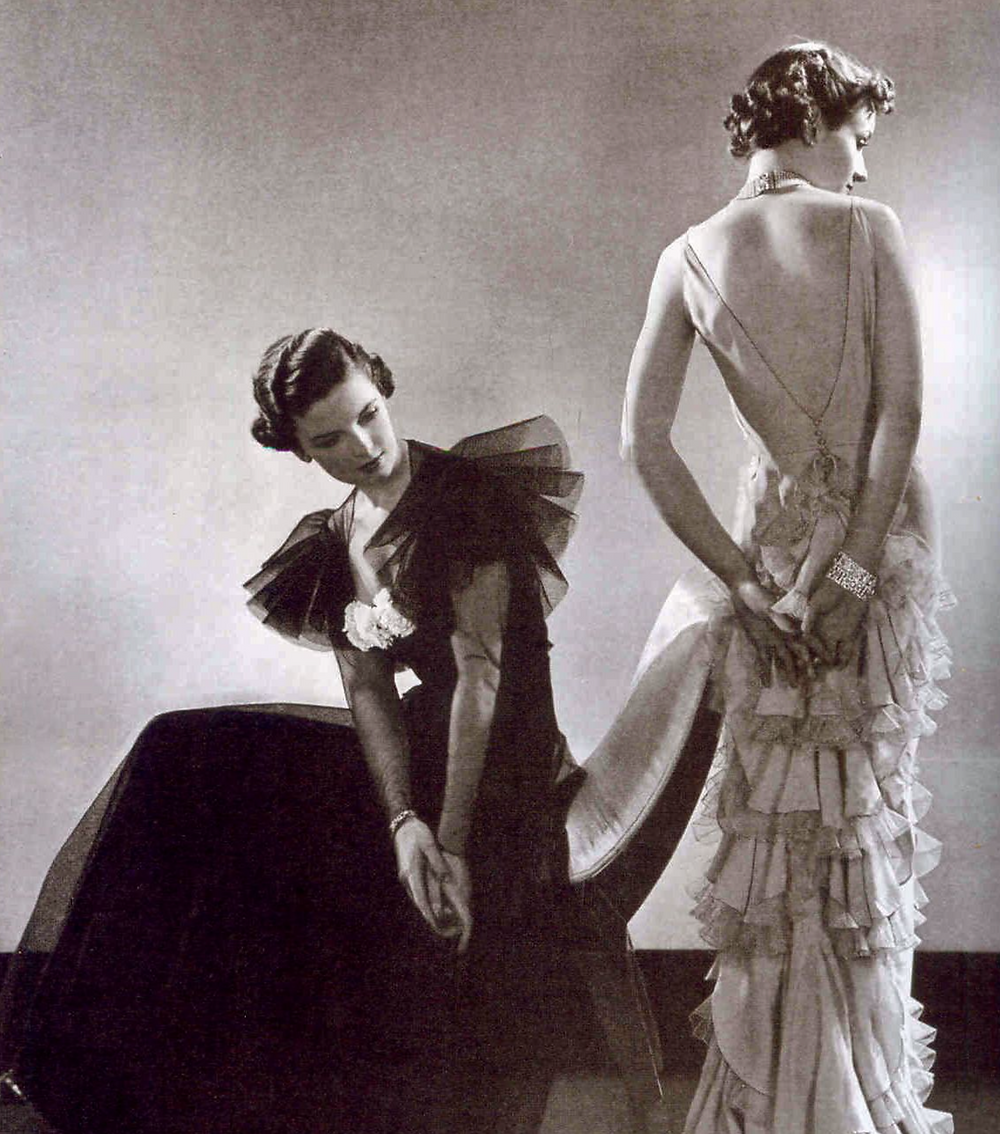
Robes Louise Boulanger dans Vogue 1936
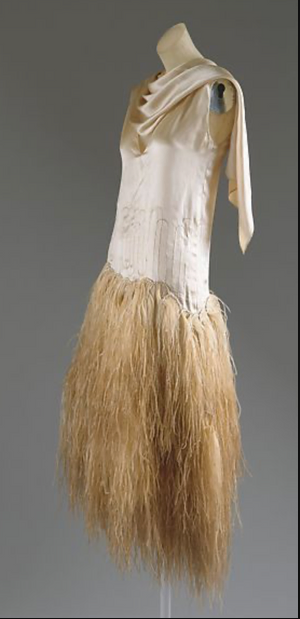
Robe à la "pouf" 1928, The Metropolitan Museum of Art
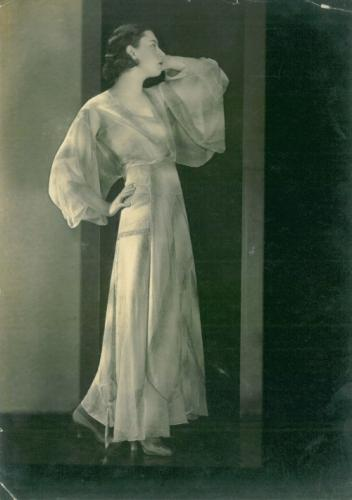
Robe du soir en mousseline imprimée, Palais Galliera
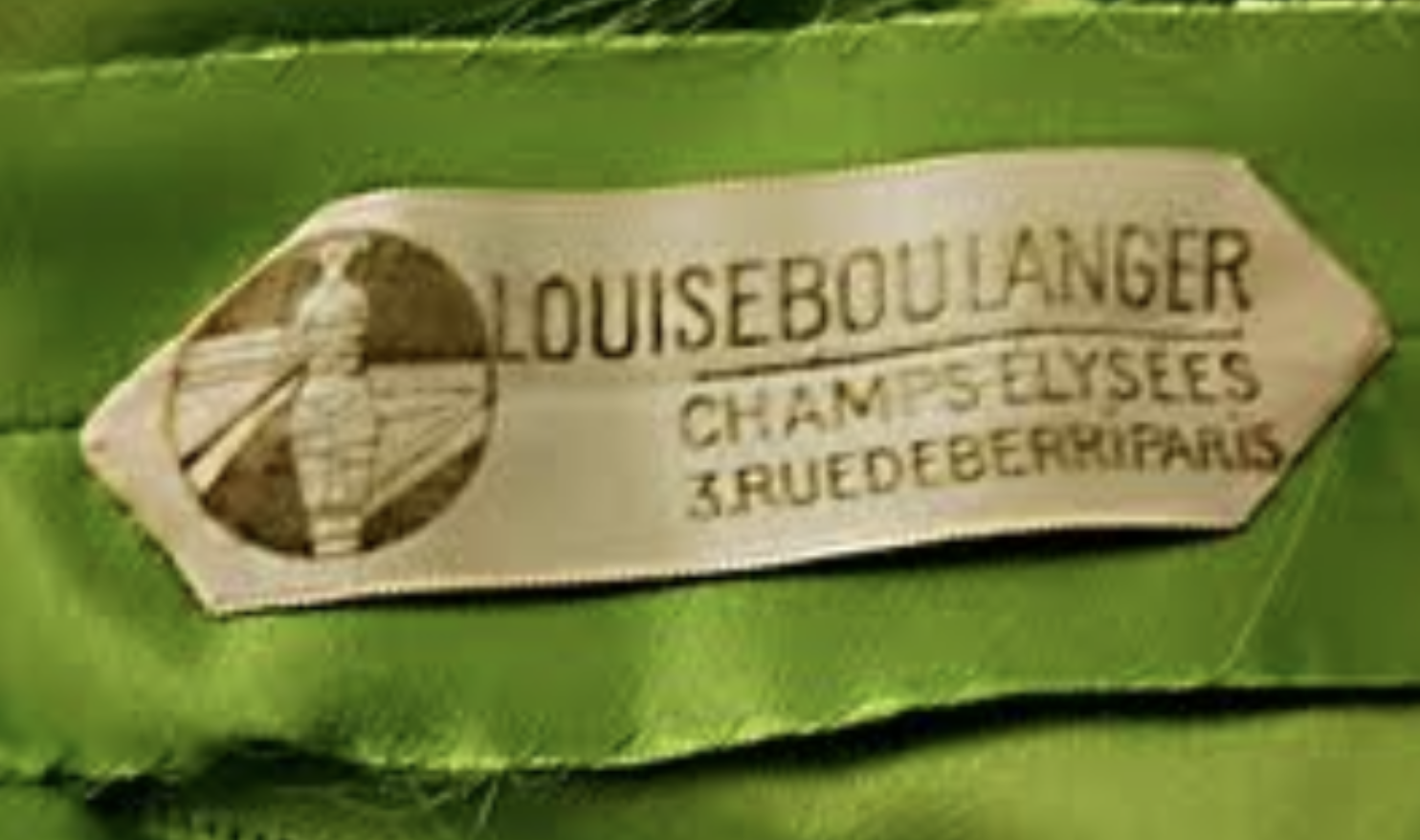
Griffe de la maison Louise Boulanger